# Școala de Aplicație pentru Forțele Aeriene „Aurel Vlaicu”
Școala de Aplicație pentru Forțele Aeriene „Aurel Vlaicu” este o instituție de învățământ superior care pregătește piloți pentru aviația militară română.

## Istoric
Urmare a condițiilor impuse de Comisia aliată de control prin Ordinul nr. 621/28 aprilie 1945, Centrul de Instrucție și Școala Tehnică Aero sunt desființate și, în urma reorganizării, s-a înființat la Buzău o singură școală atât pentru naviganți, cât și pentru tehnici, cu o durată de școlarizare de 2 ani.
În baza Ordinului Marelui Stat Major nr. 64067/14 martie 1946, se înființează la București Școala Militară de Ofițeri și Subofițeri de Aviație.
În 1948 se înființează la Sibiu Școala pentru Pregătirea Ofițerilor Naviganți care este mutată în 1950 la Ziliștea. În 1951 este mutată la Tecuci, sub numele de Școala de Ofițeri Naviganți nr. 1, iar din august 1952, sub numele de Școala Militară de Aviație nr. 1. Prin Decretul prezidiului Marii Adunări Naționale nr. 356/4 septembrie 1953 primește numele de Școala de Ofițeri de Aviație „Aurel Vlaicu”.
În 1950, Grupul de Zbor de la Tecuci a fost mutat la Focșani și s-a transformat, în baza Ordinului C.F.A.M. nr. 20136/20 mai 1950, în Școala de Subofițeri Naviganți, și în baza Ordinului M.F.A. nr. 2173/18 decembrie 1950, în Școala de Ofițeri Naviganți nr. 2.
În 1953, școlile de aviație nr. 1 și nr. 2 s-au unificat sub numele de Școala Militară de Aviație „Aurel Vlaicu”, inițial la Tecuci și din 1958 la Boboc-Buzău. Prin decret prezidențial a primit denumirea de Școala Militară de Ofițeri de Aviație „Aurel Vlaicu”
În baza HG nr. 190/1991 și a Ordinului Marelui Stat Major nr. S/B 3/949/9 aprilie 1991, școala a devenit Institutul Militar de Aviație „Aurel Vlaicu” Boboc-Buzău.
Această instituție se transformă, în baza Ordinului ministrului apărării naționale nr. M. 12/21 februarie 1997, în Școala de Aplicație pentru Aviație „Aurel Vlaicu”, și este redenumită Școala de Aplicație pentru Forțele Aeriene „Aurel Vlaicu” din 1 ianuarie 2003.
Școala a avut următorii comandanți:
- comandor Dumitru Măcarescu (1944-1947), Buzău, Mediaș;
- comandor Nicolae Balotescu (1947-1948), Mediaș;
- comandor Mihai Cosâmbescu (1949-1950), Sibiu, Mediaș;
- căpitan-comandor Petre Lebidov (1950-1951), Ziliștea-Boboc;
- căpitan-comandor Gabriel Filip (1952-1954);
- căpitan-comandor Petre Agheici (1953-1955);
- general maior Constantin Șendrea (1955-1958);
- comandor Iacob Florea (1958-1959);
- general maior Ioan Stoian (1960-1961);
- general Aurel Niculescu (1961-1970);
- colonel Ion Tătăranu (1970-1979);
- colonel Ion Grecu (1979-1980);
- general maior Constantin Mereu (1980-1990);
- general de flotilă aeriană Marius-Lucian Alexandru (1990-1995);
- comandor Aurel Stan (1996-2000);
- comandor dr. Eminescu Coșerea (2000-2001);
- general de flotilă aeriană Cârnu Fănică (2001-2002);
- comandor Nicolae Ionașcu (2002-2004);
- general de flotilă aeriană Liviu Burhală (2004-2007);
- comandor drd. Nicolae Jianu (2007-2010);
- comandor Nicolae Grigorie (2010-2012);
- comandor Marius-Mihai Oatu (2012-prezent).